# Haugg Leó
Schudershofeni Haugg Leó (Kőszeg, Vas vármegye, 1846. március 28. – Nagykároly, 1910. október 9.) római katolikus plébános.

## Élete
Középiskoláit Szatmáron, a teológiát Bécsben mint a Pázmáneum növendéke végezte. 1870. augusztus 10-én pappá szentelték. 1879-ig képzőintézeti tanár volt Szatmáron; ekkor plébános lett a Szatmár vármegyei Tőketerebesen (ma Krasznaterebes). 1889-től pedig plébános volt Nagymajtényban Szatmármegyében.

## Írásai
Cikkei a Magyar Államban (1873. VII. Gergely pápa nyolczszázados emléke, Sz. Péter öröksége, 1880. Mária Terézia, 1881. A Jézus-társaság és a pokolgép, Mit köszönhet az egyház szent Péter utódjának, 1882. Szent Teréz, 1883. A török Bécs alatt, 1885. 94. sz. Egy porosz király terve a kath. egyház kiirtására, 142. sz. VII. Gergely pápa nyolczszázados emlékünnepe, 227. Szent István király napján, 295. Egy lap a meghamisított történelemből, 1886. 243. sz. I. Leopold király jellemrajza, A modern nevelés, A párviadal, A jellemgyöngeség, Szent István, A modern iskola, 1887. 59. sz. Egy socialis kérdés megoldása, A szabadkőmivesek humanismusa, Ligouri sz. Alfonz százados emlékünnepe, 1888. XIII. Leo és a pápai hatalom, 1892. A keresztény család és századunk törekvése, 1893. XIII. Leo püspöki jubileuma és a pápaság, Az egyházpolitikai programm és a szabadkőmüvesek, 1894. A korszellem és a házasság szentsége, 1885-86. könyvism.); a szatmári Népiskolában (1873. Az iskola nem csak oktató, de nevelő-intézet is, Az új iskolai korszak gyümölcsei, A kötelező vallásoktatás, Az osztrák népiskolai oktatás a világtárlaton, 1874. Nehány szó a büntetések szükségességéről a népiskolában, A siketnémák oktatása), az Egrí Népujságban (1882., 1886. Népies elb.), a Religioban (1883. A kath. egyház és a liberalismus, 1884. A kath. társadalom és a liberalismus, A modern hitetlenség okai, Ave Maria, Borromei sz. Károly háromszázados emlékünnepe, 1885. Ecce homo! 1886. A liberalismus czélja a moral és nevelés körül, Krisztus Jézus, 1887. Consummatum est).

## Munkái
- Rövid oktatás azon gyónásról, melyet csupán áhitatból végezünk. P. Boone I. után magyarította. Eger, 1878.
- Philothea vagyis utmutatás az istenes életre. Szalezi szent Ferencz genfi püspök munkája. Szenczy Imre csornai prépost ford. nyomán átdolgozta s kiadta. Szatmár, 1879.
- A házasság hármas áldása. Kézikönyv jegyesek előkészítésére és házasok számára. Német szerzők nyomán. Szatmár, 1892.
- Szülők és nevelők könyve. Kalauz a gyermeknevelés vezetésére. Német kútfők után. Szatmár, 1894. (Ism. Heti Szemle 39. sz.)
- A keresztény család. Szatmár, 1895.